# Ignacio Cumplido
Ignacio Cumplido  (Guadalajara, Nueva Galicia, 1811 - Ciudad de México, México, 30 de noviembre de 1887) fue un impresor,  escritor, periodista, y político mexicano de ideología liberal.

## Semblanza biográfica
Desde muy joven se trasladó a la Ciudad de México en donde trabajó en el Museo Nacional, sin embargo se interesó por el trabajo de impresión. En 1829 fue director de la imprenta que editaba el Correo de la Federación Mexicana y posteriormente estuvo a cargo de la edición de El Fénix de la Libertad, y de El Atleta. 
En 1838 adquirió un retal de imprenta en Nueva Orleans sin embargo no pudo transportarlo a México por el bloqueo de los puertos. Fue encarcelado en la prisión de la Acordada por haber publicado un folleto de José María Gutiérrez de Estrada. Irónicamente, al ser liberado en 1840, fue nombrado intendente de cárceles, iniciando así su trabajo en la administración pública.

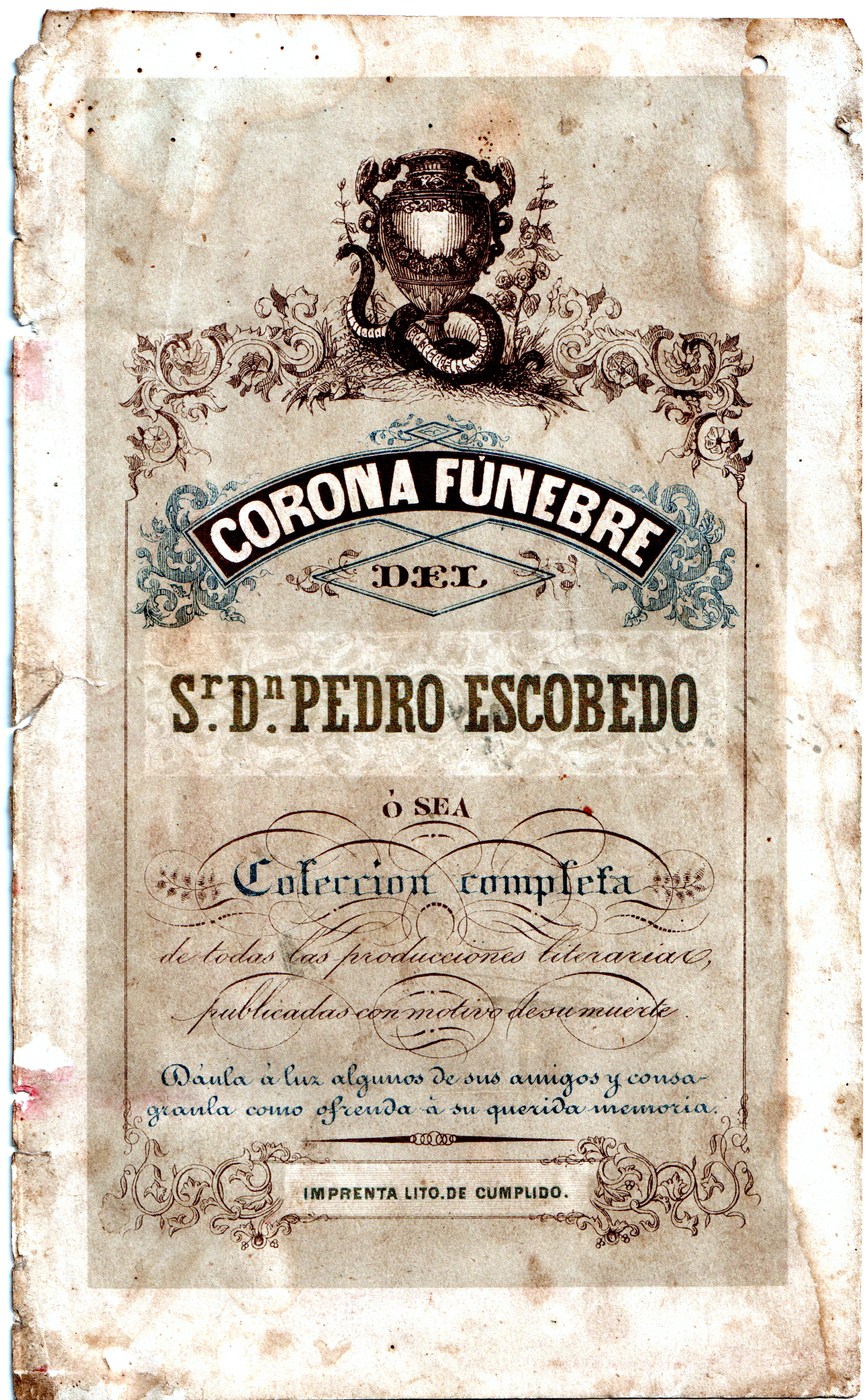
Obra de la Imprenta Litográfica de Cumplido: Portada de libro de exequias.

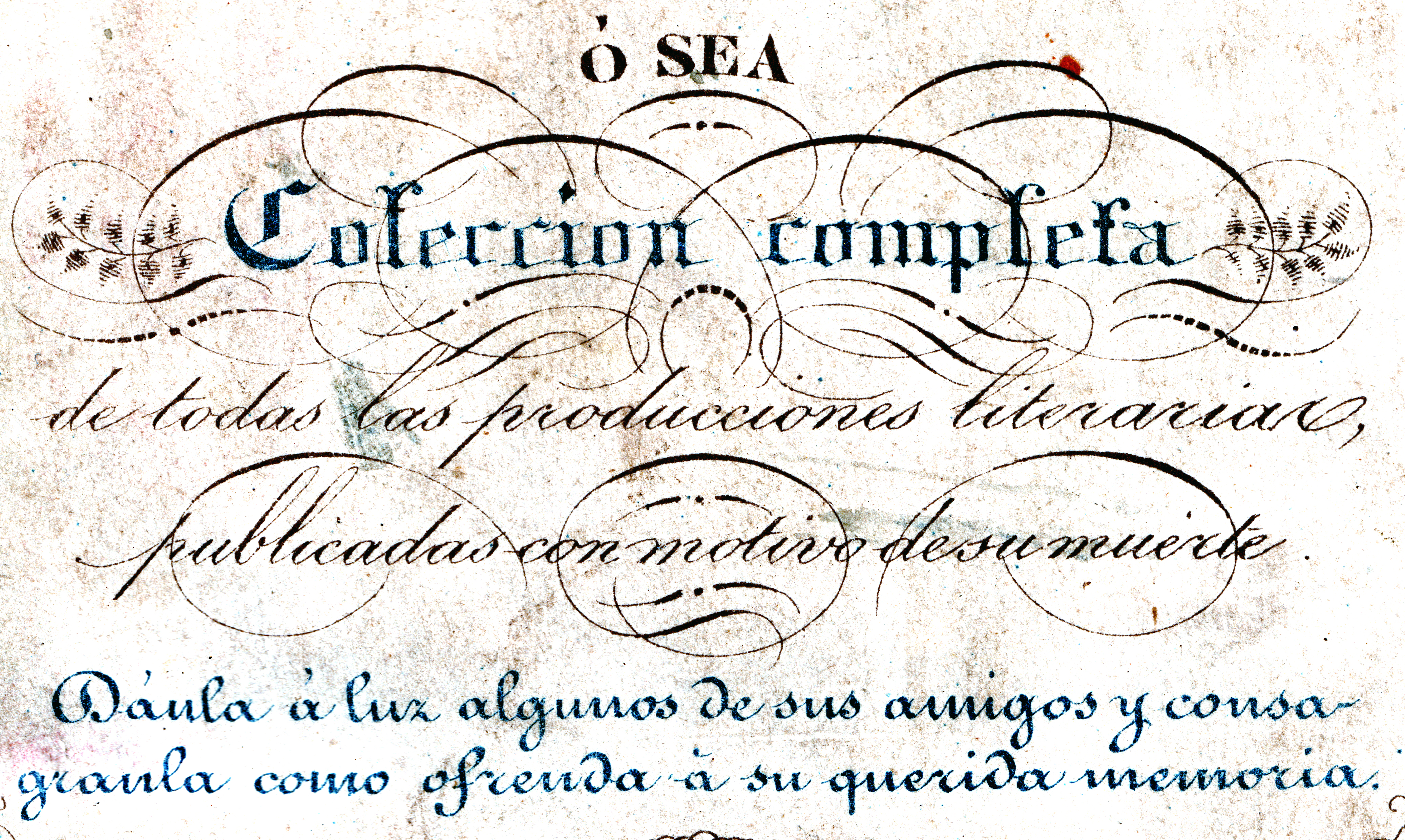
Detalle de la portada de obra de Cumplido, mostrando (de arriba abajo) sus tipos romanos, alemanes, ingleses y de redondilla.

En 1841 participó en la edición del periódico El Siglo Diez y Nueve, diversos autores lo consideran el fundador principal, no obstante fueron Mariano Otero y Juan Bautista Morales quienes llevaron a cabo tal empresa. La misión de Cumplido fue la edición del periódico, tal y como se aclaró en la editorial del 33.° aniversario.
En 1842 fue elegido diputado al Congreso de la Unión y senador en 1844. Paralelamente continuó su trabajo como impresor, fundó un colegio de impresores para jóvenes huérfanos, quienes trabajaban aprendiendo el oficio a cambio de alimento y comida. En 1847, se unió voluntariamente a las filas del batallón de la Guardia Nacional para enfrentar a la intervención estadounidense en México, alcanzó el rango de capitán. A principios de la década de 1850 viajó a Europa para comprar maquinaria moderna de imprenta. 
En 1863, se une al presidente Juárez rumbo a San Luis Potosí ante la presencia del ejército francés en la Ciudad de México.Aunque de 1871 a 1876, su nombre apareció como editor propietario de El Siglo Diez y Nueve, arrendó la tipografía a Eduardo L. Gallo y posteriormente a Tiburcio Montiel.
Entre otras publicaciones, editó los famosos calendarios de Cumplido, El Mosaico Mexicano, El Museo Mexicano, Miscelánea Pintoresca de Amenidades Curiosas e Instructivas, Álbum Mexicano y El Presente Amistoso para las Señoritas Mexicanas.  Murió en la Ciudad de México el 30 de noviembre de 1887.